# Bagen
Bagen var ett svenskt TV-program som sändes veckovis på SVT mellan 14 oktober 1984 och 14 april 1985. De avsnitt som sändes under hösten/vintern 1984 bestod alla av tre delar: en videotopplista, ett konsertavsnitt och ett avsnitt om dans som hette Freak Out, en ”ultra-modern dansskola”. Efter jul- och nyårsuppehåll återkom Bagen i februari 1985 och då var dansinslagen i Freak Out utbytta mot en reportageserie med ”ungdomskulturbevakning” som hette Trenden. Programmet leddes av Cia Berg, som presenterade musikvideor. Bagen fungerade som ersättare till TV-programmet Videobeat som sändes 1983–1984.

## Videotoppen
Musikvideorna presenterades i form av en topplista med tio platser. Utöver de tio som låg på listan tillkom varje vecka ett antal utmanare, oftast fem, som valdes ut av en ”expertgrupp” bestående mestadels av branschfolk. Expertgruppen hölls hemlig för att minska ”risken för påtryckningar från skivbolagen”. Regissör Leonard Eek var dock osäker på om det skulle gå att få fram fem nya videor varje vecka: ”Vi måste rensa bort dem som innehåller våldsinslag.” Videotoppens ordning röstades fram av en jury bestående av 220 ungdomar på elva olika platser i Sverige och jurymedlemmarna fick rösta på de tre videor de tyckte var bäst. En video kunde ligga på listan i högst tre veckor.
Just videotoppen kritiserades hårt av den svenska musikbranschen som ansåg att svenska artister inte kunde konkurrera med de ”välproducerade utländska videofilmer [sic.]” som visades, att de pengar som krävdes inte fanns i den svenska musikindustrin. Dan Hylander tyckte programmet var ”ett slag på käften på nya svenska band” och Rolf Nygren på EMI gick så långt som att påstå att ”om videolanseringen blir ett måste kommer svensk musik att dö”. Legendaren Stikkan Anderson tyckte att det var ”ren skandal” att Bagen innehöll ”till 95 procent engelskspråkig musik på video” och såg en marknad där svenskspråkig musik hade svårt att hävda sig. Många svenska artister, bland dem Tomas Ledin, tackade nej till att framträda i konsertdelen av Bagen för att slippa jämföras med påkostade musikvideor. Producent Gunilla Friis såg inget problem med fördelningen i Bagen utan ansåg att programmet ”speglar verkligheten, den musik vi visar är den musik ungdomen tycker bäst om” och att om det hade ”funnits svenska musikvideos hade jag välkomnat dem med öppna armar”.
Många recensenter klagade också, men då snarare på att videorna, förutom att vara allmänt usla, bara var smygreklam och inte borde få visas på reklamfri svensk TV.  Måns Ivarsson beklagade sig i Expressen att Bagen ”inte handlar om musik och video som är fräck, ny eller tänkvärd, utan om unga pojkar som gör sig bra på bild” och ifrågasatte, med ett visst mått av avundsjuka, att juryn som röstade enbart bestod av folk under tjugo. I Dagens Nyheter skrev Thore Soneson att pressen hade ”fått ett nytt hatobjekt” men ställde sig frågande till det enahanda fokus som lades på våldsinslag och misogyna inslag. Lasse Hallgren på Aftonbladet stod för den andra änden av spektrumet. Han tyckte att just Videotoppen var ”söndagarnas roligaste program” och att det borde få fortsätta även om Bagen lades ner. Lasse Anrell kallade Bagen för ”årets bästa ungdomsprogram” och roade sig över att det hade retat ”den äldre generationen som mest såg våld och snusk”. Samme Anrell kommenterade också att det fanns en inneboende variation i musikvideo, att ”i USA handlar filmerna nästan enbart om stora bröst och snygg dans. I England, däremot, finns det alltid med intelligent filmade inslag av socialrealism och vardagsmiljöer”.
Det riktades också skarp kritik mot att många av de videor som visades innehöll våldsinslag. Programmet den 4 november 1984 fick utstå extra mycket kritik (se lista med videor nedan) och producenten Gunilla Friis bad om ursäkt och lovade att det inte skulle hända igen. Anders Wickman som var del av Bagens redaktion var dock relativt snabb med att hävda att det inte handlade om censur: ”Det enda vi sagt är att vi skall försöka undvika för mycket våld och sex. Att inte ha för många tuffa videosnuttar i samma program”.

## Programledare
Innan Bagen var programledaren Cia Berg mest känd som sångerska i bandet Ubangi, ett känt liveband i Stockholmstrakten som även innehöll en ung Orup och släppte en skiva på hösten 1983. Med Bagen fick Berg dock ett genombrott för en bredare publik. Hon ändrade konsekvent utseende i varje avsnitt, med olika frisyrer, sminkning och kläder samt ett helt avsminkat inslag: ”varje program [är] en lek med identitet, från lockig blondin till kortklippt pojkflicka, från punkare till dam av världen, allt genom perukbyten, sminkning, bara yttre förändringar”. Hennes insats som programledare fick både ris och ros, kritiken gick från ”katastrof” till ”höstens fynd” till ”urmysig” till ”helt okej”. Louise Gerdemo skrev att Cia Bergs ”främsta utförsgåva [sic.] består i att kunna lyfta ögonbrynen till oanade nivåer, spärra upp ögonen och visa tänderna”. Tommy Hammarström sällade sig till klagosången och skrev att Cia Berg ”är för besynnerlig, sminkad som en sorts punk-clown med stor, lysande röd mun som liksom fyller ut hela rutan”. När 1984 summerades delade Lasse Anrell ut utmärkelsen ”Årets mun” till Berg som vid det laget var trött på att uppståndelsen fokuserade så mycket på just hennes mun.

## Mottagande
Kritikerna var mestadels negativa (se ovan) men målgruppen satt som klistrad. Det var, som Louise Gerdemo skrev i Aftonbladet, ”ingen överdrift att påstå att det är ont om bra ungdomsprogram i TV” och Bagen tycktes ha en självklar publik. Insändare i kvällstidningarna gjorde gällande att ”äntligen har vi ungdomar fått ett program” och att Bagen var ”det bästa programmet på länge”. En publikundersökning gjord i början av 1985 visade att Bagen hade ”70 procent av tittarna i målgruppen 7-14 år och 51 procent i åldern 14-21 år”. När det sista programmet hade sänts var det ett flertal insändare från ungdomar som sörjde att ”alla bra TV-program” lades ner och att ”nu har vi inga bra ungdomsprogram”.
Trots kritiken från den svenska musikbranschen insåg skivbolagen snabbt att det var en utmärkt promotionmöjlighet att synas i TV och annonser började hänvisa till programmet. WEA-Metronome annonserade Alphavilles debutplatta med lite fakta om hur bra det hade gått för den, bland annat att singeln Forever Young varit ”1:a i TV:s Bagen”. När Lustans Lakejer släppte sin nya singel Redheads i december 1984 annonserades den med att bandet hade legat ”3 veckor på Bagen”. Svenska Skivklubben, som annonserade i nästan varje nummer av OKEJ och då och då i kvällstidningarna, lade även dem till små beskrivande texter som hänvisade till programmet. Bland annat kallades Twisted Sister för ”Bagen-favoriter” och Helix för ”Succégruppen från Bagen”.

## Egen produktion
Till programmet utgavs också LP-skivan Freak Out av SVTs eget skivbolag SVT Tevegram. Med skivan följde en plansch med steg-för-steg-beskrivningar för olika danser. Inslagen från just programdelen Freak Out, som oftast var ungefär tio minuter långa, sändes i repris sent på kvällen under augusti 1985. Signaturmelodi till Bagen var låten "Don't Stop" med gruppen CCC (Cool clan Connection). Detta var en cover av en låt som gruppen Stop givit ut på singel 1983.

## Avsnitt 1984
(* indikerar att en låt legat på listan i maximala tre veckor.)
Söndag 14 oktober
I första avsnittet var alla video utmanare och presenterades utan någon egentlig inbördes ordning:
- Passengers – Elton John
- Black stations / white stations – M+M
- I want to break free – Queen
- Menage à trois – K-Ram
- Like to get to know you well – Howard Jones
- It’s a man’s man’s man’s world – Residents
- Love wars – Womack and Womack
- Pride – U2
- Master & servant – Depeche Mode
- When doves cry – Prince
- New girl now – Honeymoon suite
- The never ending story – Limahl
- Mothers talk – Tears for fears
- I’ll fly for you – Spandau Ballet
- Two tribes – Frankie Goes to Hollywood

Minikonserten var Europe med förband 6 Feet Under. De senare beskrevs som ”ett ganska okänt landsortsband”.
Söndag 21 oktober
Videotoppen:
1. The never ending story – Limahl
2. Like to get to know you well – Howard Jones
3. I’ll fly for you – Spandau Ballet
4. When doves cry – Prince
5. Master & servant – Depeche Mode
6. I want to break free – Queen
7. Pride – U2
8. Menage à trois – K-Ram
9. New girl now – Honeymoon suite
10. It’s a man’s man’s man’s world – Residents

Utmanare:
- War song – Culture Club
- Small town boy – Bronski Beat
- I want to be loved – Elvis Costello
- She’s the one – Jamie Rae
- I love you Susanne – Lou Reed

Minikonserten var Big Country.
Söndag 28 oktober
Videotoppen:
1. The never ending story – Limahl
2. Like to get to know you well – Howard Jones
3. Pride – U2
4. I want to break free – Queen
5. Menage à trois – K-Ram
6. Small town boy – Bronski Beat
7. I love you Susanne – Lou Reed
8. She’s the one – Jamie Rae
9. Master & servant – Depeche Mode
10. When doves cry – Prince

Utmanare:
- Jump – Pointer Sisters
- Sunglasses – Tracey Ullman
- Careless whisper – George Michael
- What’s love got to do with it – Tina Turner
- And dance – Billy Preston

Minikonserten var med Chris Owen, Paul Rein, Cocktail, Marie Fredriksson samt Lasse Lindblom och Co.
Söndag 4 november
Videotoppen:
1. Careless whisper – George Michael
2. What’s love got to do with it – Tina Turner
3. Never ending story – Limahl *
4. Like to get to know you well – Howard Jones *
5. When doves cry – Prince *
6. Master & servant – Depeche Mode *
7. And dance – Billy Preston
8. Pride – U2 *
9. Menage à trois – K-Ram *
10. She’s the one – Jamie Rae

Utmanare:
- Good as gold – Lustans lakejer
- Bop til you drop – Rick Springfield
- Torture – Jacksons
- Let’s go crazy – Prince
- Half a boy - half a man – Nick Lowe
- Rock you – Helix
- Cargo – Axel Bauer
- Love resurrection – Alison Moyet
- Rock me tonight – Billy Squire
- Ghostbusters – Ray Parker Jr.
- I wanna rock – Twisted Sister

Utmanarna var denna gång fler till antalet för att så många på Videotoppen föll offer för treveckorsregeln. Minikonserten var med The Cult. Expressens korrekturläsare missade lite och i listan som presenterades i tidningen innehölls förstaplatsen av låten ”Charles whisper”.
Söndag 11 november
Videotoppen:
1. Careless whisper – George Michael
2. Ghostbusters – Ray parker Jr.
3. What’s love got to do with it – Tina Turner
4. I wanna rock – Twisted Sister
5. And dance – Billy Preston
6. Torture – The Jacksons
7. Let’s go crazy – Prince
8. She’s the one – Jaime Rae
9. Rock you – Helix
10. Bop till you drop – Rick Springfield
11. Cargo – Axel Bauer

Utmanare:
- Flesh for fantasy – Billy Idol
- If this is it – Huey Lewis and the News
- I just called to say I love you – Stevie Wonder
- Empty rooms – Gary Moore
- Out of touch – Hall and Oates

Utmanarna var faktiskt sex till antalet men bara tre nämndes i Expressen. Ytterligare två kan härledas från topplistan följande vecka. Det visades en ”bonusvideo” som var Sweets Ballroom blitz. Minikonserten var med Tina Moe och Wilmer X.
Söndag 18 november
Videotoppen:
1. Careless whisper – George Michael
2. Ghostbusters – Ray Parker Jr.
3. Let’s go crazy – Prince
4. I wanna rock – Twisted Sister
5. Empty rooms – Gary Moore
6. I just called to say I love you – Stevie Wonder
7. If this is it – Huey Lewis
8. Out of touch – Hall and Oates
9. And dance – Billy Preston
10. Rock you – Helix

Utmanare:
- Swept away – Diana Ross
- No more lonely nights – Paul McCartney
- No guarantees – Nobodys
- Hero takes a fall – Bangles
- Love kills – Freddie Mercury[51]

Minikonserten var Spandau Ballet.
Söndag 25 november
Videotoppen:
1. No more lonely nights – Paul McCartney
2. I wanna rock – Twisted Sister *
3. Ghostbusters – Ray Parker Jr *
4. If this is it – Huey Lewis
5. I just called to say I love you – Stevie Wonder
6. Let’s go crazy – Prince *
7. Empty rooms – Gary Moore
8. Rock you – Helix
9. No guarantees – Nobodys
10. Swept away – Diana Ross

Utmanare:
- Forever young – Alphaville
- Over my head – Tony Basil
- Go insane – Lindsey Buckingham
- I fel for you – Chaka Khan
- This is mine – Heaven 17
- Kao bang – Indochine
- Wouldn’t it be good – Nik Kershaw
- Love gloves – Visage

Minikonserten var med Docenterna och Tant Strul.
Söndag 2 december
Videotoppen:
1. Forever young – Alphaville
2. If this is it – Huey Lewis *
3. No more lonely nights – Paul McCartney
4. I feel for you – Chaka Khan
5. Kao bang – Indochine
6. Empty rooms – Gary Moore *
7. No guarantees – Nobodys
8. Over my head – Tony Basil
9. Go insane – Lindsey Buckingham
10. Swept away – Diana Ross

Utmanare:
- Sex crime – Eurythmics
- I want you back – Hoodoo Gurus
- Time after time – Cyndi Lauper
- Run to you – Bryan Adams
- Numbers with wings – The Bongos
- East of Eden – Big Country
- Lips are silent – Lustans Lakejer

Minikonserten var med The Style Council och det visades även ”filmsnutt från 1967 med Jimi Hendrix”.
Söndag 9 december
Videotoppen:
1. Forever young – Alphaville
2. No more lonely nights – Paul McCartney *
3. I feel for you – Chaka Khan
4. Swept away – Diana Ross *
5. Sex crime – Eurythmics
6. Time after time – Cyndi Lauper
7. Kao bang – Indochine
8. No guarantees – Nobodys *
9. Go insane – Lindsey Buckingham
10. Lips are silent – Lustans Lakejer

Utmanare:
- Perfect strangers – Deep Purple
- Second time – Kim Wilde
- Private dancer – Tina Turner
- One night in Bangkok – Murray head
- So fine – Marc Anthony Thompson
- The red end – Rickie Lee Jones
- Louise – Human League[55]

Just den här söndagen var Bagen inte så ”fullpackat som vanligt” då Freak Out tog en paus.
16 december
Videotoppen:
1. Forever young – Alphaville *
2. One night in Bangkok – Murray head
3. Kao bang – Indochine *
4. I feel for you – Chaka Khan *
5. Time after time – Cyndi Lauper
6. Sex crime – Eurythmics
7. Perfect strangers – Deep Purple
8. Second time – Kim Wilde
9. Lips are silent – Lustans Lakejer
10. Go insane – Lindsey Buckingham *

Utmanare:
- The medal song – Culture Club
- The wanderer – Status Quo
- Dizzy miss Lizzy – Flying Lizards
- Helpless – Tracey Ullman
- Catterpillar – The Cure
- Boys do fall in love – Robin Gibb
- Cooling the medium – M + M
- Go ahead and rain – J. D. Souther[57]

Minikonserten Rocksugen var med Culture Club.

## Avsnitt 1985
Söndag 3 februari
Videotoppen: Just denna dag publicerades ingen topplista i någon av dags- eller kvällstidningarna. Expressen nämnde (troligen) några av de potentiella utmanarna och i Dagens Nyheter slogs det fast att detta skulle bli det minsta tjatiga Bagen under våren då ”videotoppen är helt ny”. Minikonserten var med Tears for Fears.
Söndag 10 februari
Videotoppen:
1. Last Christmas – Wham
2. Do they know it’s Christmas? – Band AID
3. The riddle – Nik Kershaw
4. Don’t quit – Bobby Daldwell
5. I don’t wanna know – REO Speedwagon
6. Penny lover – Lionel Richie
7. I wanna know what love is – Foreigner
8. The touch – Kim Wilde
9. Lay your hands on me – Thompson Twins
10. Nowhere fast – Meatloaf

Utmanare:
- Heaven’s on fire – Kiss
- Lovelight in flight – Stevie Wonder
- Respect yourself – Kane Gang
- Bongo bongo – Steve Miller Band
- Let it all blow – Dazz Band

Minikonserten Rocksugen var med Niclas Wahlgren, ”synthdiscogruppen” Fake, och sångerskan Ulrika Örn.
Söndag 17 februari
Videotoppen:
1. Do they know it’s Christmas? – Band AID
2. Last Christmas – Wham
3. I wanna know what love is – Foreigner
4. Heaven’s on fire – Kiss
5. The riddle – Nik Kershaw
6. Let it all blow – Dazz Band
7. I don’t wanna know – REO Speedwagon
8. Lay your hands on me – Thompson Twins
9. The touch – Kim Wilde
10. Respect yourself – Kane Gang

Utmanare:
- Loverboy – Billy Ocean
- We’re not gonna take it – Twisted Sister
- The old man down the road – John Fogerty
- Black cars – Gino Vanelli
- Can’t wait all night – Juice Newton

Minikonserten var med Loyd Cole & Their Commotions och ett inslag i Trenden var en rapport från SM i luftgitarr.
Söndag 24 februari
Videotoppen:
1. We’re not gonna take it – Twisted Sister
2. Last Christmas – Wham *
3. The riddle – Nik Kershaw *
4. Do they know it’s Christmas? – Band AID *
5. Let it all blow – Dazz Band
6. Heaven’s on fire – Kiss
7. I wanna know what love is – Foreigner *
8. I don’t wanna know – REO Speedwagon *
9. Lay your hands on me – Thompson Twins *
10. The touch – Kim Wilde *

Utmanare:
- Etude – Mike Oldfield
- Born in the USA – Bruce Springsteen
- In the evening – Cheryl Lee Ralph
- Sunglasses at night – Corey Hart
- Young thing, wild dream – Red River
- Openhearted – Real Life
- What in the name of love – Naked Eyes
- Dancing with tears in my eyes – Ultravox
- Why – Bronski Beat

Utmanarna vara dubbelt så många som vanligt eftersom majoriteten av låtarna på Videotoppen fick ge vika för treveckorsregeln. Rocksugen var denna vecka en konsert med Sade.
Söndag 3 mars
Videotoppen:
1. We’re not gonna take it – Twisted Sister
2. Dancing with tears in my eyes – Ultravox
3. Heaven’s on fire – Kiss *
4. Why – Bronski Beat
5. Obscene phonecaller – Rockwell
6. Sunglasses at night – Corey Hart
7. Born in the USA – Bruce Springsteen
8. Let it all blow – Dazz Band *
9. What in the name of love – Naked Eyes
10. Openhearted – Real Life

Utmanare:
- Invisible – Alison Moyet
- Sexmachine – Flying Lizards
- Square rooms – Al Corley
- Mothertalk – Tears for Fears
- Everything must change – Paul Young

Intressant att notera är att Rockwell tog sig in på listan trots att han inte var nämnd bland utmanarna veckan innan. Troligen var det en miss av Expressen. Rocksugen utgjordes av en kort konsert med Thomas Di Leva och en med Danne Sundquist & Prins Valiant.
Söndag 10 mars
Videotoppen:
1. We’re not gonna take it – Twisted Sister *
2. Everything must change – Paul Young
3. Dancing with tears in my eyes – Ultravox
4. Invisible – Alison Moyet
5. Obscene phonecaller – Rockwell
6. Square rooms – Al Corley
7. Born in the USA – Bruce Springsteen
8. Openhearted – Real Life
9. What in the name of love – Naked Eyes
10. Why – Bronski Beat

Utmanare:
- Just another night – Mick Jagger
- Emotion – Barbra Streisand
- Howling at the moon – Ramones
- Invitation to dance – Kim Carnes
- Method of modern love – Hall & Oates
- Second nature – Dan Hartman

Minikonserten var med Téléphone.
Söndag 17 mars
Videotoppen:
1. Dancing with tears in my eyes – Ultravox *
2. Everything must change – Paul Young
3. Obscene phonecaller – Rockwell *
4. Born in the USA – Bruce Springsteen *
5. What in the name of love – Naked Eyes *
6. Openhearted – Real Life *
7. Second nature – Dan Hartman
8. Method of modern love – Hall & Oates
9. Invisible – Alison Moyet
10. Just another night – Mick Jagger

Utmanare:
- We all stand together – Paul McCartney
- It’s nice to be king – 220 Volt
- You’re the inspiration – Chicago
- Terry – Tracey Ullman
- This is my night – Chaka Khan
- Sharp dressed man – ZZ Top
- This is not America – David Bowie
- Sensoria – Cabaret Voltaire

Rocksugen visade en minikonsert Anne-Lie Rydé med förbandet Go/NoGo.
Söndag 24 mars
Videotoppen:
1. This is not America – David Bowie
2. You’re the inspiration – Chicago
3. Everything must change – Paul Young *
4. We all stand together – Paul McCartney
5. Sharp dressed man – ZZ Top
6. Invisible – Alison Moyet
7. Terry – Tracey Ullman
8. Method of modern love – Hall & Oates
9. This is my night – Chaka Khan
10. Sensoria – Cabaret Voltaire

Utmanare:
- Ring of eyes – Jennifer Rush
- Neutron dance – Pointer Sisters
- Love ain’t no stranger – Whitesnake
- It’s my life – Talk Talk
- Gimme, gimme, gimme – Narada Michael Walden
- Midnight man – Flash and the Pan

I Trenden visades bl.a. hur det går till att göra ett skivomslag och minikonserten var med Motörhead.
Söndag 31 mars
Videotoppen:
1. Gimme, gimme, gimme – Narada Michael Walden
2. This is not America – David Bowie
3. Love ain’t no stranger – Whitesnake
4. Neutron dance – Pointer Sisters
5. You’re the inspiration – Chicago
6. Midnight man – Flash and the Pan
7. We all stand together – Paul McCartney
8. Sharp dressed man – ZZ Top
9. Terry – Tracey Ullman
10. It’s my life – Talk Talk

Utmanare: 
- A new England – Kristy MacColl
- I’m a model – Valerie Claire
- Dangerous moments – Martin Briley
- Let’s talk about me – Alan Parsons Project
- Let it all hang out – The Nails

Minikonserten var en konsert med Howard Jones inspelad i Japan.
Söndag 7 april
Videotoppen:
1. You’re the inspiration – Chicago *
2. Gimme, gimme, gimme – Narada Michael Walden
3. Love ain’t no stranger – Whitesnake
4. This is not America – David Bowie *
5. Sharp dressed man – ZZ Top *
6. Neutron dance – Pointer Sisters
7. Midnight man – Flash and the Pan
8. A new England – Kristy MacColl
9. We all stand together – Paul McCartney *
10. I’m a model – Valerie Claire

Utmanare:
- Black man ray – China Crisis
- A sort of homecoming – U2
- World destruction – Time Zone
- Sex over the phone – Village People
- Yo little brother – Nolan Thomas
- Things can only get better – Howard Jones
- Kiss me – Steven Duffy
- Party all night – Quiet Riot
- Love like blood – Killing Joke
- California girls – David Lee Roth[68]

Söndag 14 april
Videotoppen:
1. Things can only get better – Howard Jones
2. Gimme, gimme, gimme – Narada Michael Walden *
3. Love ain’t no stranger – Whitesnake *
4. California girls – David Lee Roth
5. Neutron dance – Pointer Sisters *
6. A sort of homecoming – U2
7. Party all night – Quiet Riot
8. World destruction – Time Zone
9. Yo little brother – Nolan Thomas
10. Midnight man – Flash and the Pan *

Detta var sista avsnittet av Bagen så det var inga utmanare med i programmet.